# پادشاه خواننده نقابدار
پادشاه خواننده نقابدار (انگلیسی: The King of Mask Singer; کره‌ای: 미스터리 음악쇼 복면가왕) یک برنامه رقابتی خوانندگی کره جنوبی با مجریگری کیم سونگ جو و روایت لی وون جون است. این برنامه از ۵ آوریل ۲۰۱۵، یکشنبه‌ها از ام‌بی‌سی به عنوان بخشی از برنامه یکشنبه شب پخش می‌شود.